# Angelique EagleWoman
Angelique EagleWoman (en langue dakota : Wambdi Awanwicake WasteWin ; née en 1969) est professeure de droit de nationalité dakota et spécialiste du droit autochtone. Elle est citoyenne de la réserve Sisseton-Wahpeton Dakota Oyate de Lake Traverse. EagleWoman a été doyenne de la faculté de droit Bora Laskin de l'Université Lakehead à Thunder Bay dans l'Ontario au Canada de 2016 jusqu'à sa démission en juin 2018, alléguant des problèmes de racisme systémique menant à un licenciement déguisé.
Elle occupe un poste de professeure de droit et est codirectrice du programme de Indian Law à la Mitchell Hamline School of Law de St. Paul, dans le Minnesota.

## Jeunesse et formation
Angelique EagleWoman naît à Topeka dans le Kansas. Au cours de son enfance au Kansas, elle est élevée principalement dans une famille monoparentale par sa mère ; avec son frère, elles sont victimes de la pauvreté. À huit ans, elle voit son oncle et sa tante à la télévision après qu'ils ont gagné un procès contre le bureau du shérif du comté de Shawnee pour avoir brutalement battu son oncle, un Afro-Américain, alors qu'il devait simplement payer une contravention pour excès de vitesse.
Adolescente, elle déménage avec son père et son frère dans la réserve Lake Traverse de Sisseton-Wahpeton Oyate. Sa grand-mère, Ramona (DeCoteau) Washington et son père, Stephen L. Jackson sénior, ont tous deux fréquenté des internats publics obligatoires dans le Dakota du Sud. À l'âge de 15 ans, elle reçoit son nom de femme dans la langue dakota Wambdi Awanwicake Was'teWinyan lors d'une cérémonie familiale dans sa réserve.
Elle est formée par Roger Jourdain, ancien président de la bande des Indiens Chippewa de Red Lake et ardent défenseur de la souveraineté des nations autochtones. Elle a un fils nommé Maverick Jourdain Eagle. Le deuxième prénom de celui-ci est en l'honneur du mentor d'EagleWoman.

## Carrière
Avant d'être nommée doyenne de l'Université Lakehead, EagleWoman enseigne au Collège de droit de l'Université de l'Idaho, crée le programme de spécialisation en droit natif-américain, occupe un poste à la faculté de droit de la faculté de droit de l'Université Hamline, où elle enseigne le droit et les contrats natif-américains, et est professeur invitée à la faculté de droit de l'Université du Kansas, dans le programme de maîtrise en études des nations autochtones. Ses cours portent sur le développement économique tribal, l’élaboration de codes juridiques, les litiges, le droit des contrats et le droit international autochtone.
Le 12 janvier 2016, la Faculté de droit Bora Laskin de l'Université Lakehead a annoncé qu'EagleWoman serait la nouvelle doyenne de la faculté de droit,. Son mandat, qui a débuté en mai 2016, a fait d'elle la première doyenne spécialiste du droit autochtone dans tout le Canada. Sa nomination a été bien accueillie par la communauté juridique autochtone, y compris l’Association du Barreau autochtone. En juin 2018, EagleWoman a démissionné de son poste en invoquant le racisme systémique à l'université et à la faculté de droit,.
Elle intente une action civile contre l'université en novembre 2018, réclamant 2,67 millions de dollars pour perte de salaire, violations des droits humains en tant que femme autochtone et « atteinte à la dignité ». Dans une déclaration déposée à Ottawa, EagleWoman allègue qu'elle a été victime d'une microgestion continue, d'un échec de la part de l'université à lui fournir les ressources et le soutien nécessaires pour mener à bien le mandat de la faculté de droit, d'un manque de soutien de la part des professeurs gestionnaires et d'un cadre de travail hostile. De plus, EagleWoman ajoute que ses capacités à diriger la faculté de droit étaient continuellement minées par la haute direction de l'école, qui prenait régulièrement des décisions concernant la faculté de droit sans la consulter. L'affaire a été réglée en 2020 par accord mutuel des parties.
Elle est actuellement professeure de droit invitée à la Mitchell Hamline School of Law de St. Paul, dans le Minnesota, où elle enseigne dans le cadre du programme de Indian Law et donne des cours de droit des contrats et de résolution des litiges civils.